# Di-rect
Di-rect är ett rockband som kommer ifrån Haag i Nederländerna. Det grundades 1999.

## Medlemmar
- Marcel Veenendaal (sång)
- Jamie Westland (trummor)
- Frans "Spike" van Zoest (gitarr, sång)
- Bas van Wageningen (bas)
- Vince van Reeken (keyboard)

## Diskografi
- 2001 – Discover
- 2003 – Over the Moon
- 2005 – All Systems Go
- 2007 – Di-Rect
- 2008 – Live & Acoustic
- 2008 – Di-rect doet Tommy